# Stazione di Peist
La stazione di Peist, gestita dalla Ferrovia Retica è posta sulla linea Coira-Arosa.
È posta nel centro abitato di Peist, nel cantone svizzero dei Grigioni.

## Storia
La stazione entrò in funzione nel 1914 insieme alla linea Coira-Arosa.